# Bouches-du-Rhône
Bouches-du-Rhône (13; Occitaans: Bocas de Ròse; "Monden van de Rhône") is een Frans departement, gelegen in de regio Provence-Alpes-Côte d'Azur. De prefectuur is Marseille aan de Middellandse Zee.

## Geschiedenis
Het departement was een van de 83 departementen die werden gecreëerd tijdens de Franse Revolutie, op 4 maart 1790 door uitvoering van de wet van 22 december 1789, uitgaande van een deel van de provincie Provence, alsook enkele andere gebieden (Orange, Martigues, Lambesc).

## Geografie
De Bouches-du-Rhône is omgeven door de departementen Gard, Vaucluse en Var.

### Arrondissementen
De Bouches-du-Rhône bestaat uit vier arrondissementen:
- Aix-en-Provence
- Arles
- Marseille
- Istres

### Kantons en gemeenten
De Bouches-du-Rhône telt 29 kantons en 119 gemeenten.

## Demografie
De inwoners van Bouches-du-Rhône heten Bucco-rhodaniens.

### Demografische evolutie sinds 1962
| Naam             | Index 1962 | Index 1968 | Index 1975 | Index 1982 | Index 1990 | Index 1999 | Index 2008 | Index 2019 |
| ---------------- | ---------- | ---------- | ---------- | ---------- | ---------- | ---------- | ---------- | ---------- |
| Bouches-du-Rhône | 100,0      | 117,8      | 130,8      | 138,1      | 140,9      | 147,1      | 157,5      | 163,5      |
| Frankrijk*       | 100,0      | 107,1      | 113,3      | 117,0      | 121,9      | 126,0      | 133,8      | 140,1      |

| Naam             | Inw./Km² 1962 | Inw./km² 1968 | Inw./km² 1975 | Inw./km² 1982 | Inw./km² 1990 | Inw./km² 1999 | Inw./km² 2008 | Inw./km² 2019 |
| ---------------- | ------------- | ------------- | ------------- | ------------- | ------------- | ------------- | ------------- | ------------- |
| Bouches-du-Rhône | 245,4         | 289,0         | 321,0         | 338,9         | 345,9         | 360,9         | 386,5         | 401,6         |
| Frankrijk*       | 84,2          | 90,1          | 95,4          | 98,5          | 102,7         | 106,1         | 112,7         | 119,7         |

Frankrijk* = exclusief overzeese gebieden
Bron: Recensement Populaire INSEE - 1962 tot 1999 population sans doubles comptes, nadien Population Municipale
Op 1 januari 2022 had Bouches-du-Rhône 2.069.811 inwoners.

### De 10 grootste steden in het departement
| Nr. | Gemeente          | Aantal inwoners (2022) |
| --- | ----------------- | ---------------------- |
| 1   | Marseille         | 877.215                |
| 2   | Aix-en-Provence   | 147.933                |
| 3   | Arles             | 51.156                 |
| 4   | Martigues         | 48.818                 |
| 5   | Aubagne           | 47.724                 |
| 6   | Salon-de-Provence | 44.553                 |
| 7   | Istres            | 44.044                 |
| 8   | La Ciotat         | 37.599                 |
| 9   | Vitrolles         | 36.612                 |
| 10  | Marignane         | 32.164                 |

## Afbeeldingen

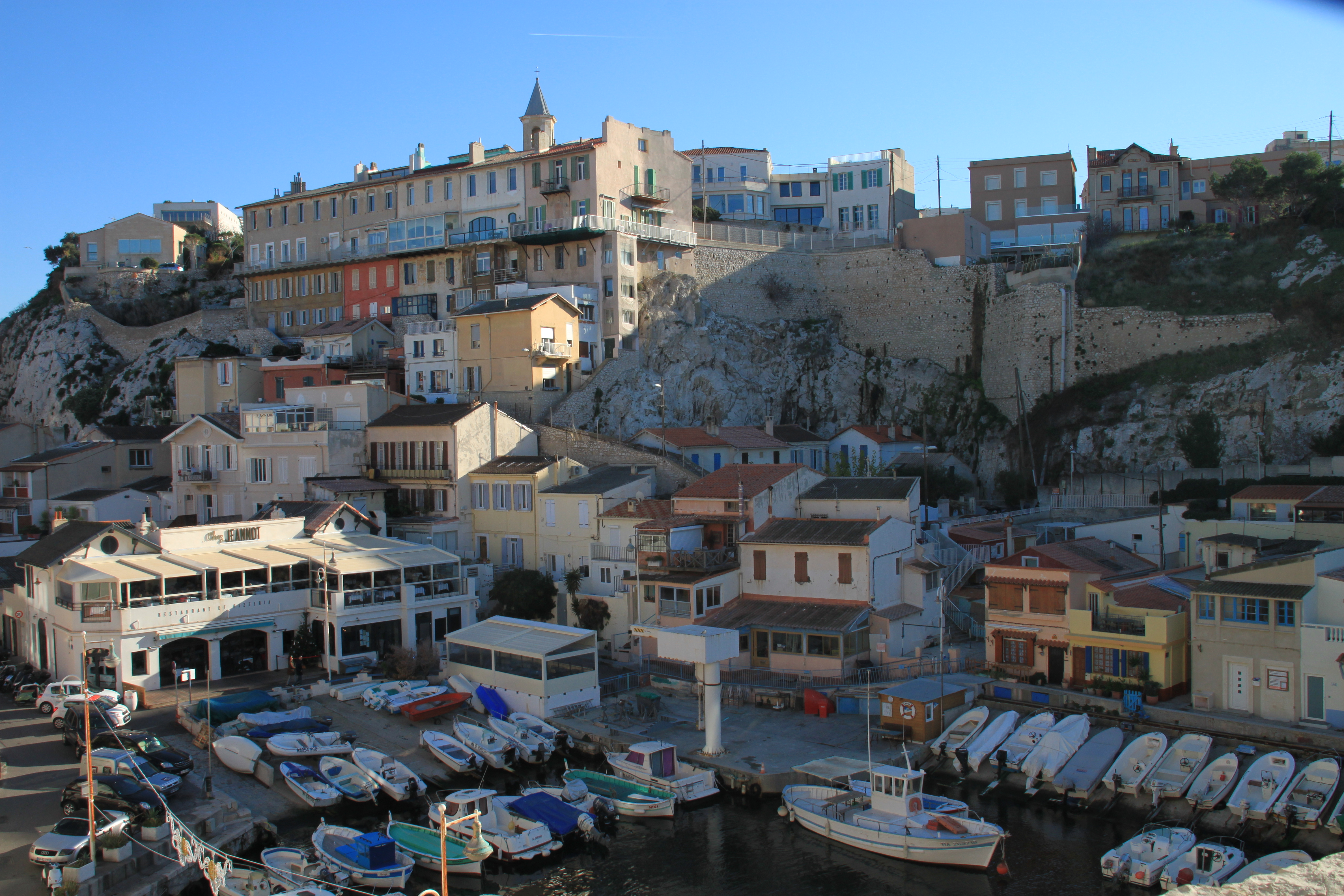
Vallon des Auffes in Marseille
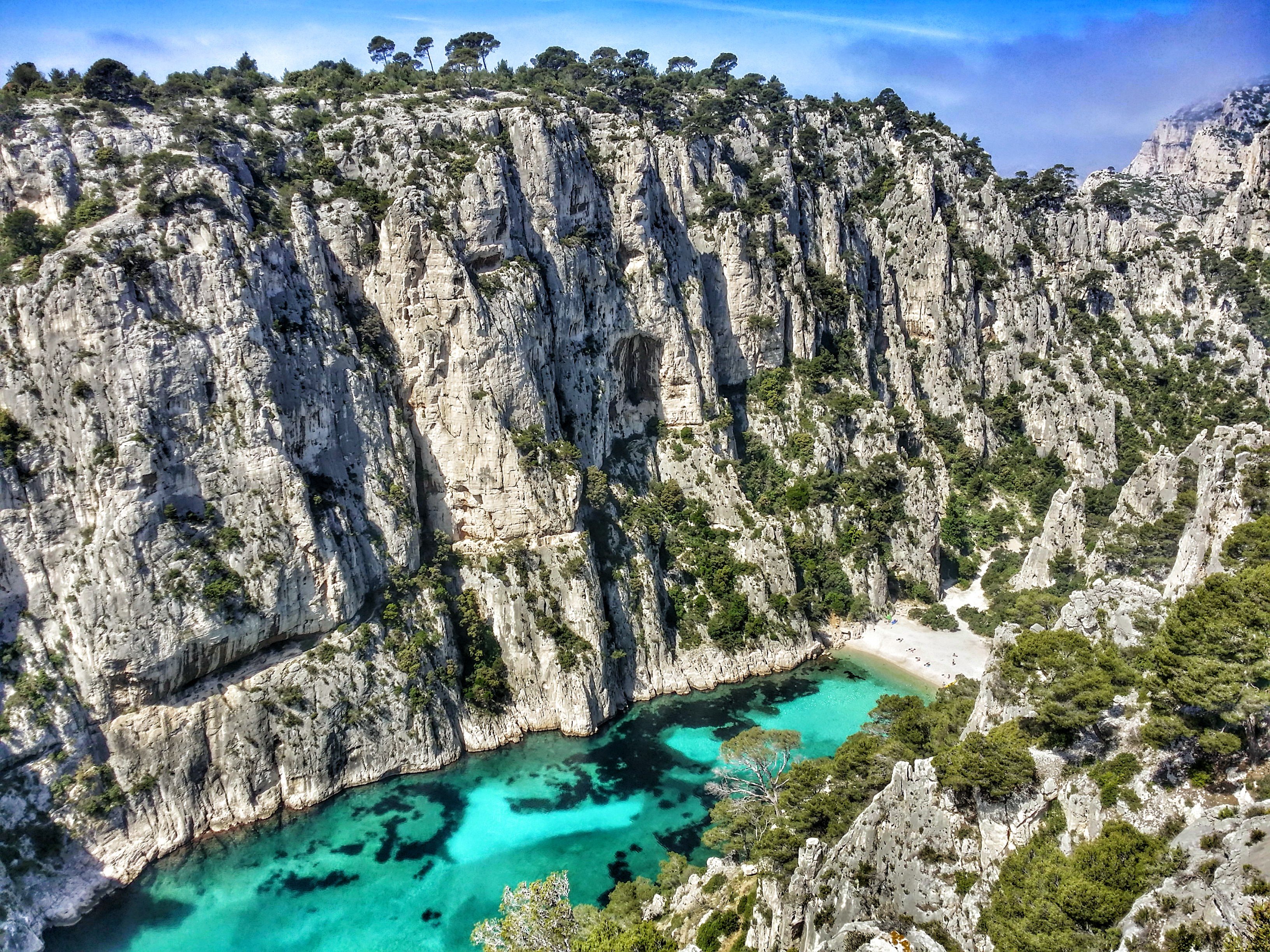
Nationaal park Calanques
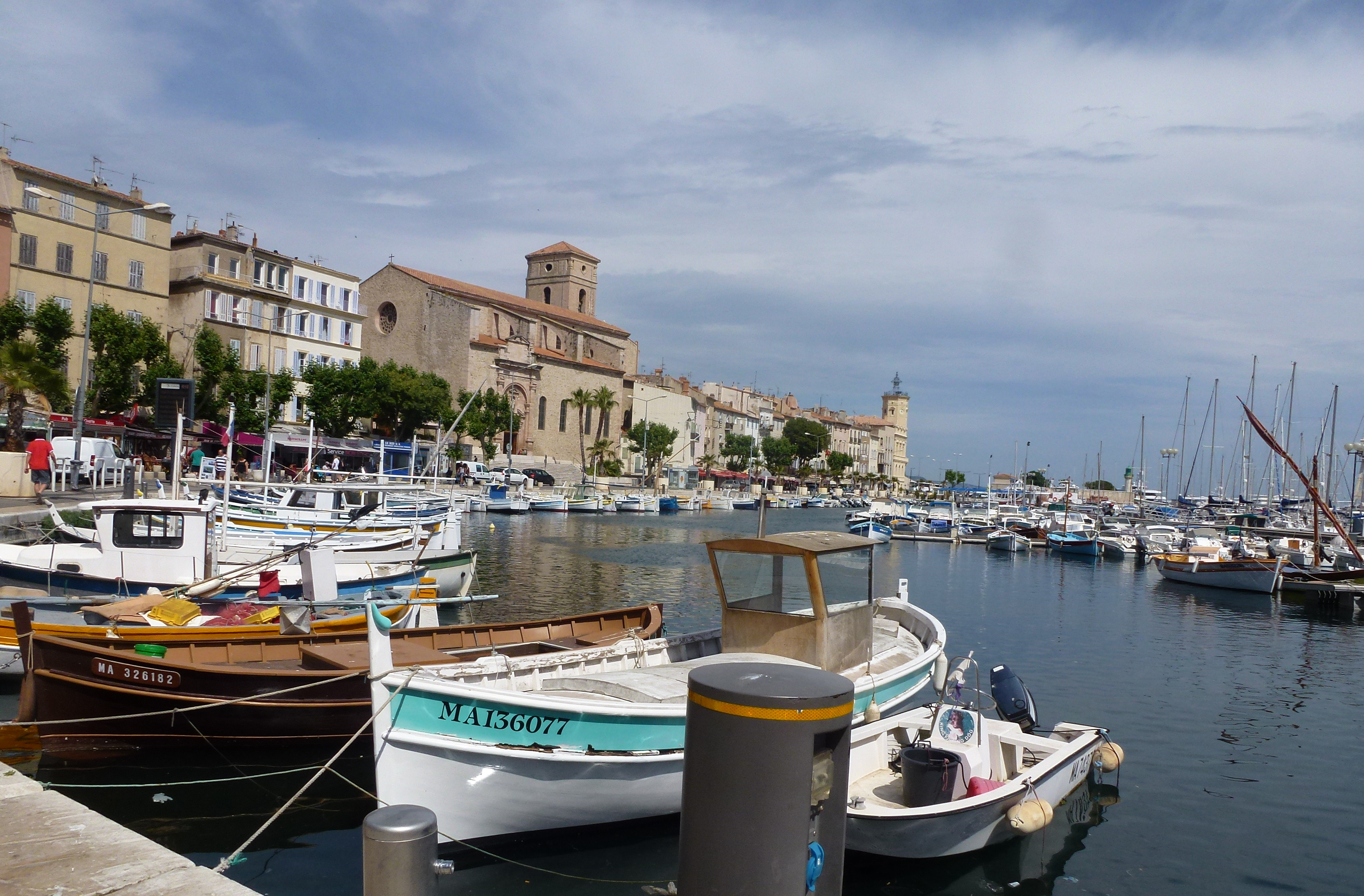
La Ciotat
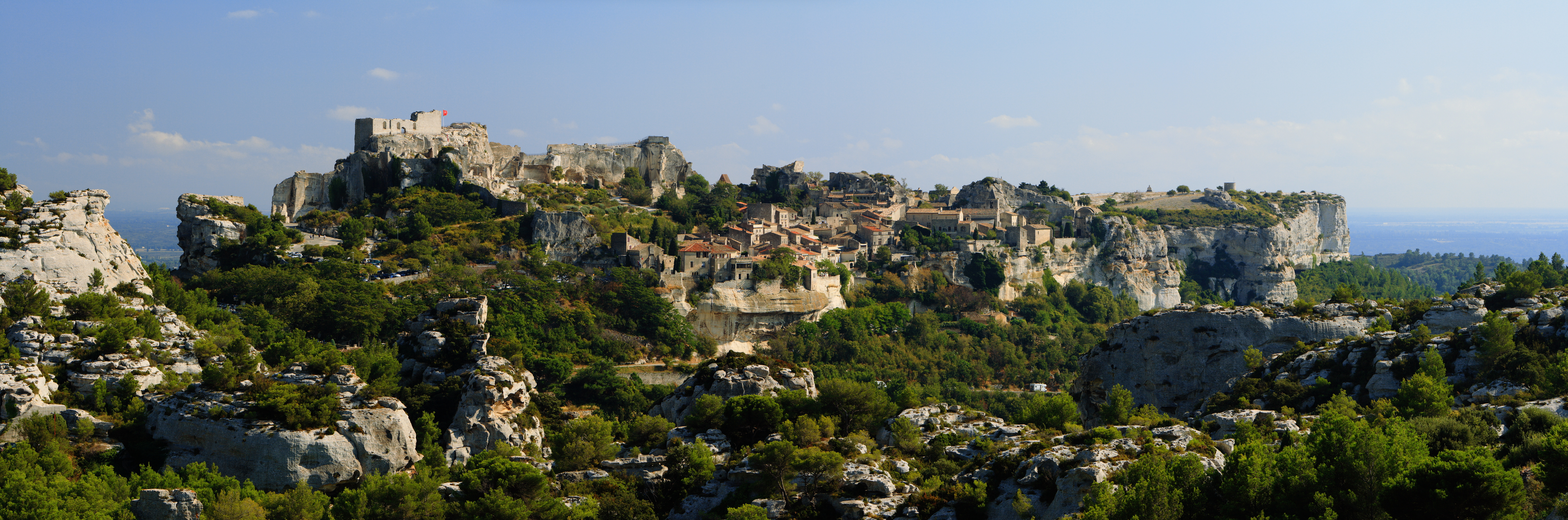
Les Baux-de-Provence
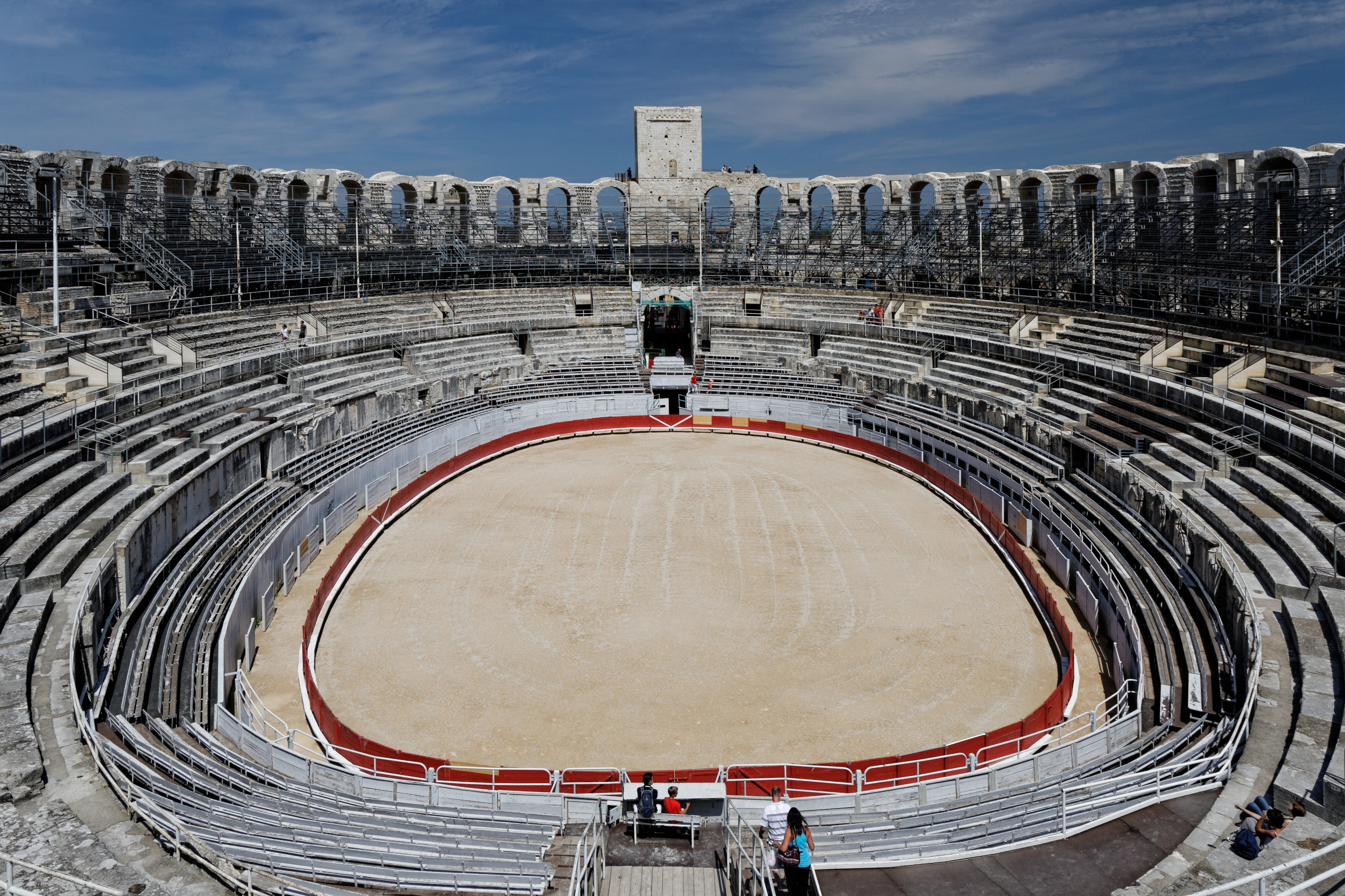
Amfitheater van Arles
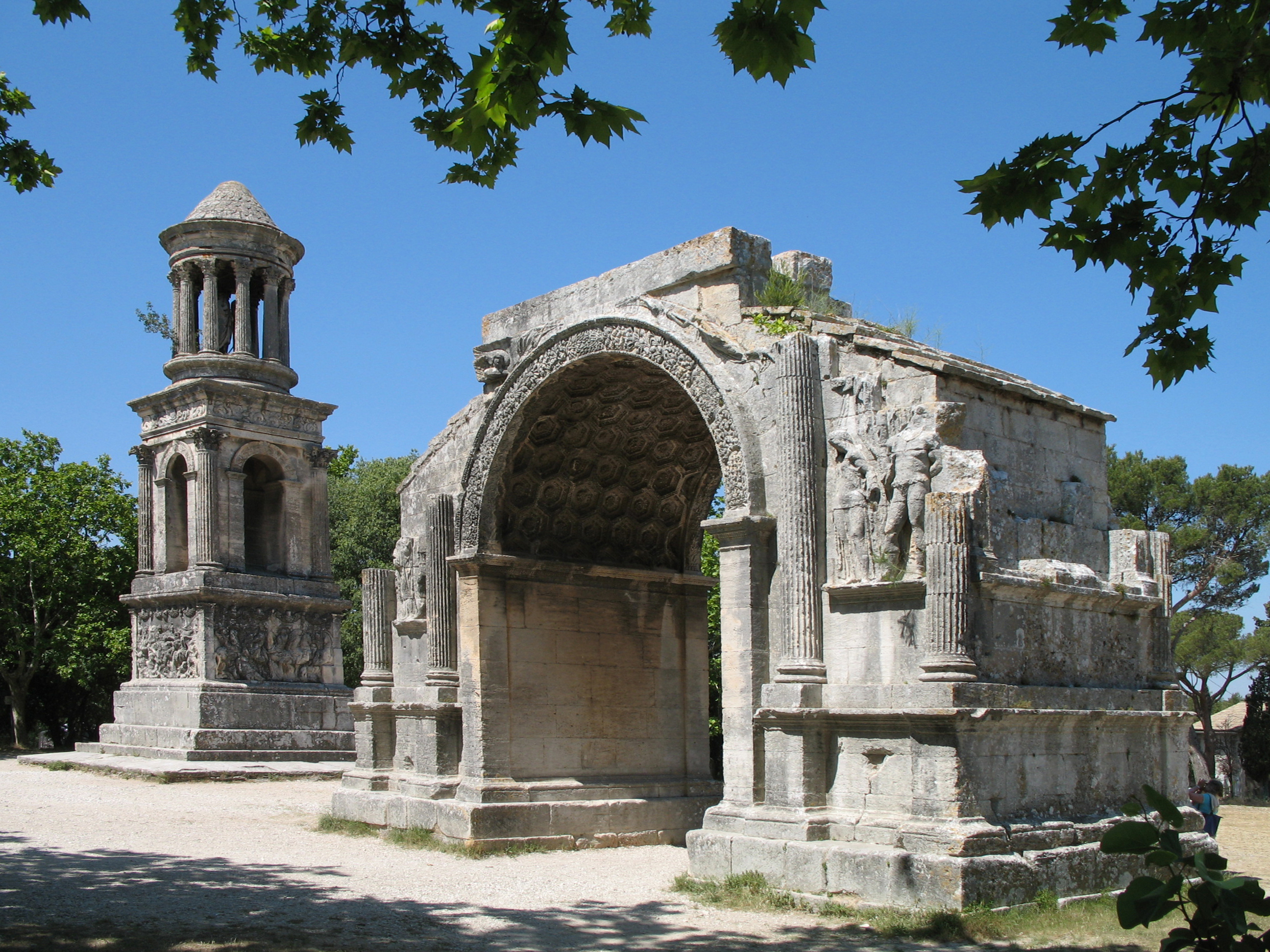
Saint-Rémy-de-Provence
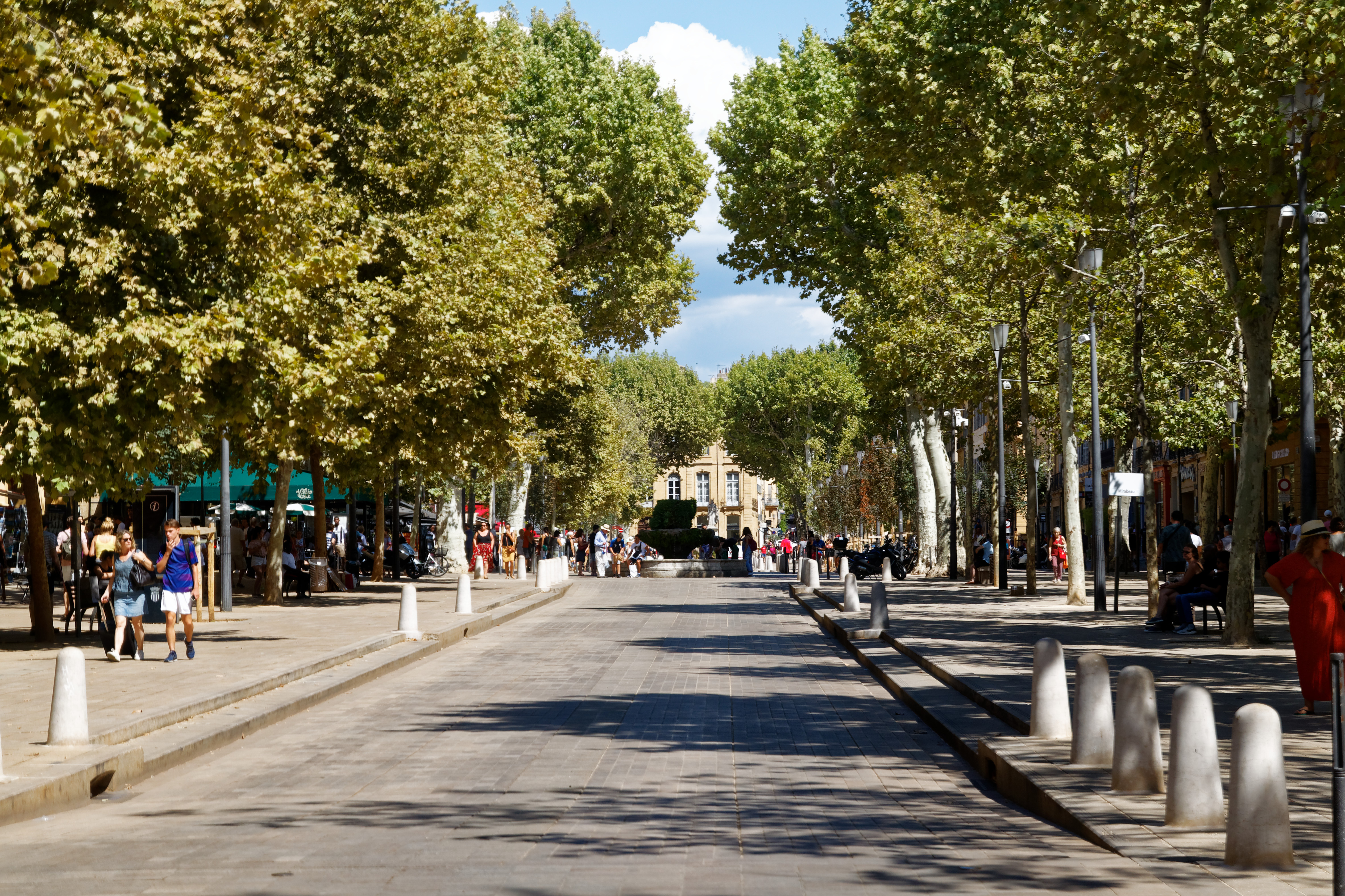
Cours Mirabeau in de binnenstad van Aix
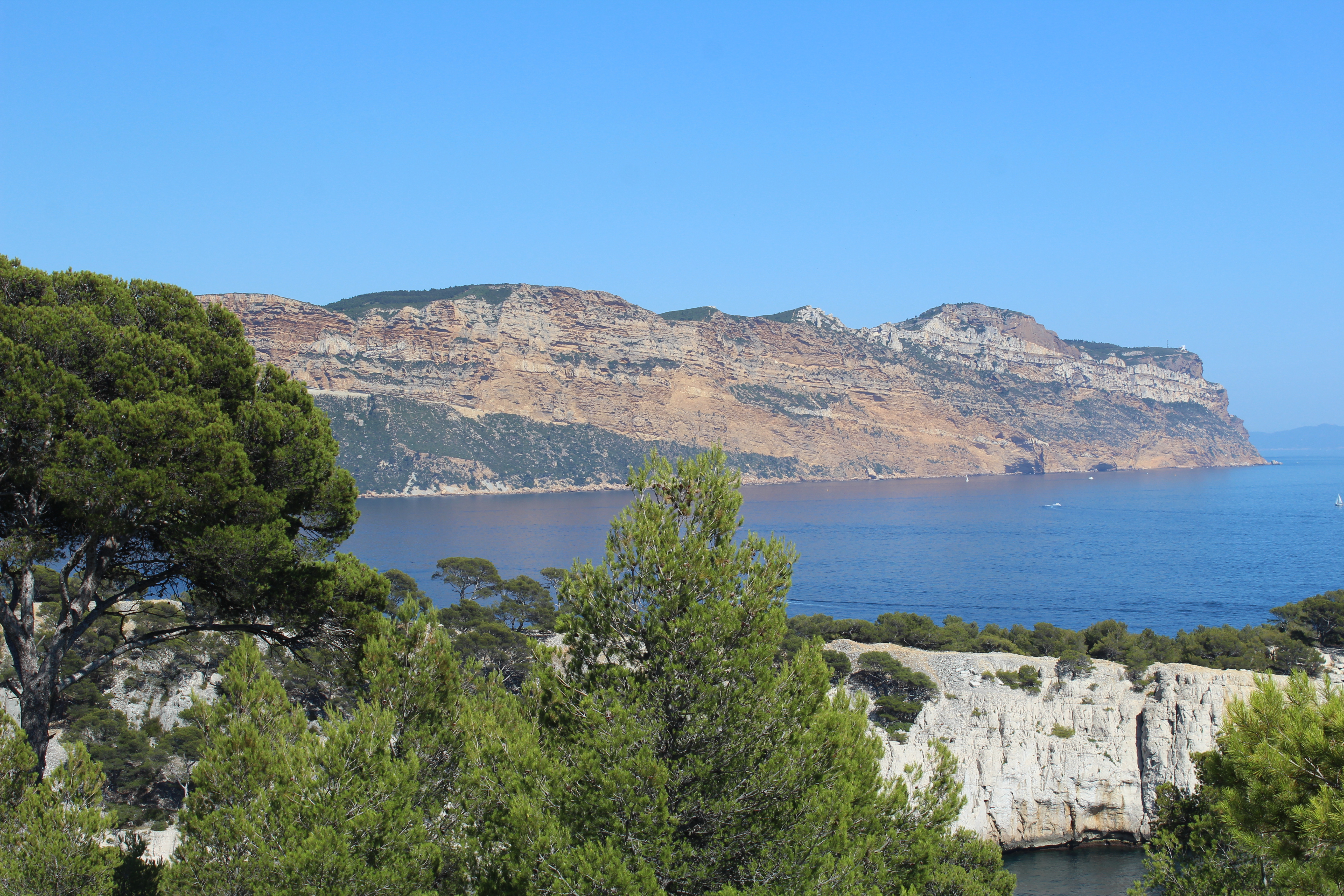
Cap Canaille in Cassis
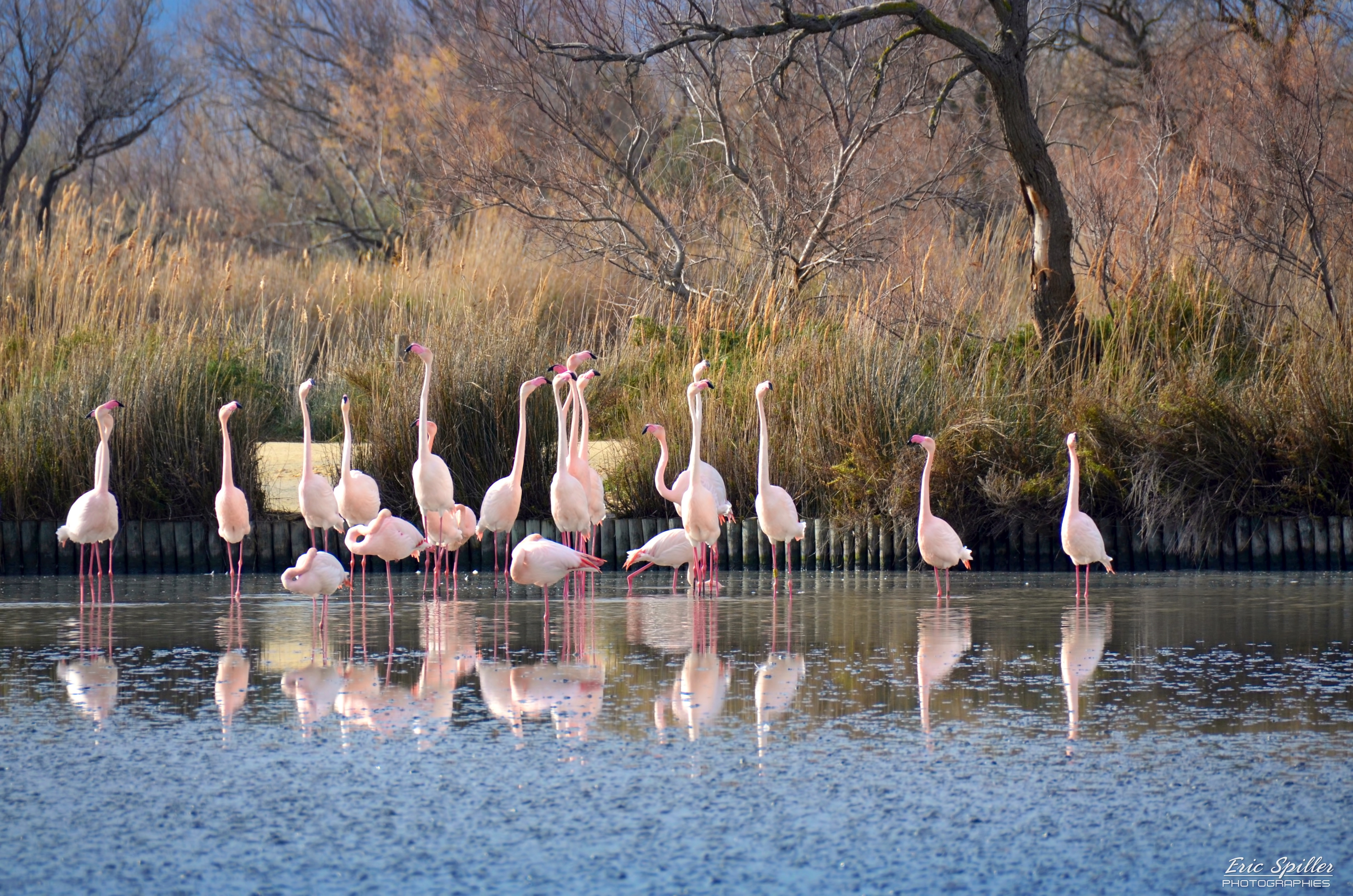
Camargue